# Leptecophylla tameiameiae
Leptecophylla tameiameiae är en ljungväxtart som först beskrevs av Adelbert von Chamisso och Diederich Franz Leonhard von Schlechtendal och som fick sitt nu gällande namn av Carolyn M. Weiller.
Leptecophylla tameiameiae ingår i släktet Leptecophylla och familjen ljungväxter. Utöver nominatformen finns också underarten Leptecophylla tameiameiae marquesensis.

## Bildgalleri

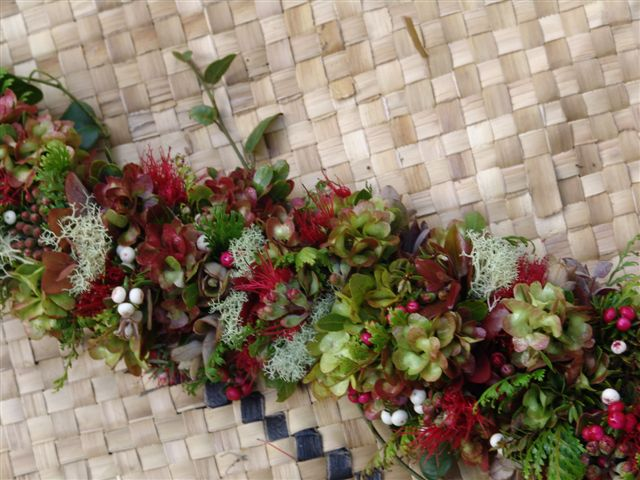
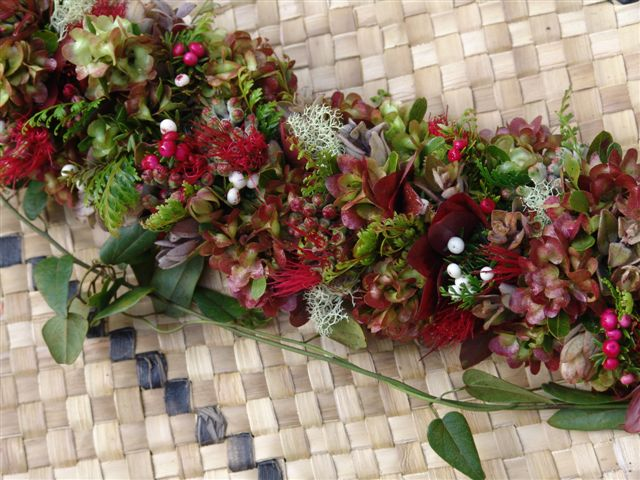
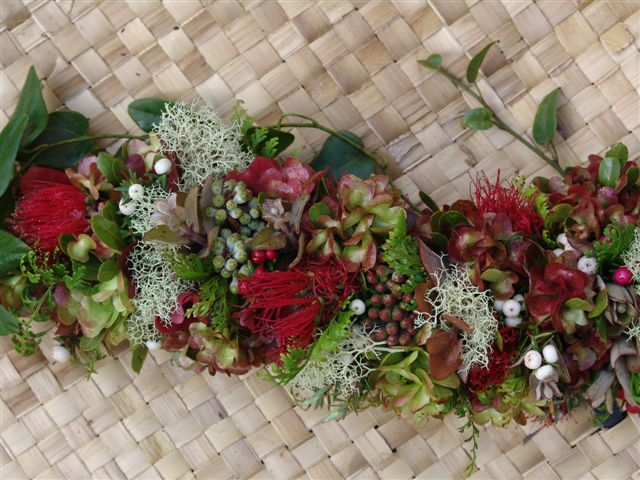
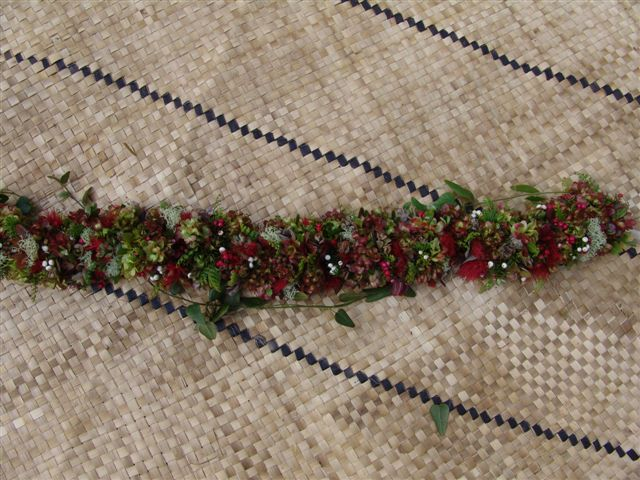
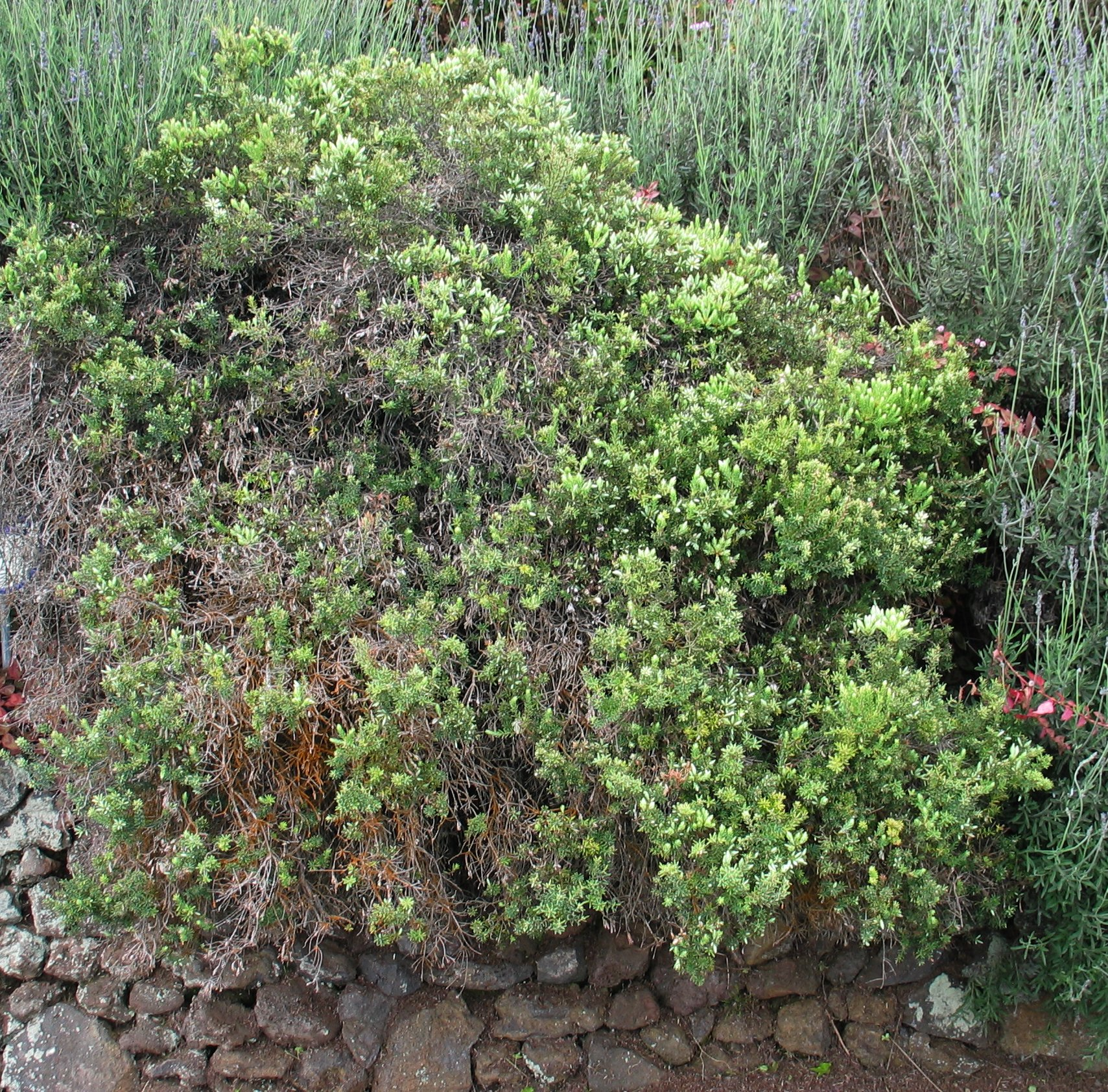
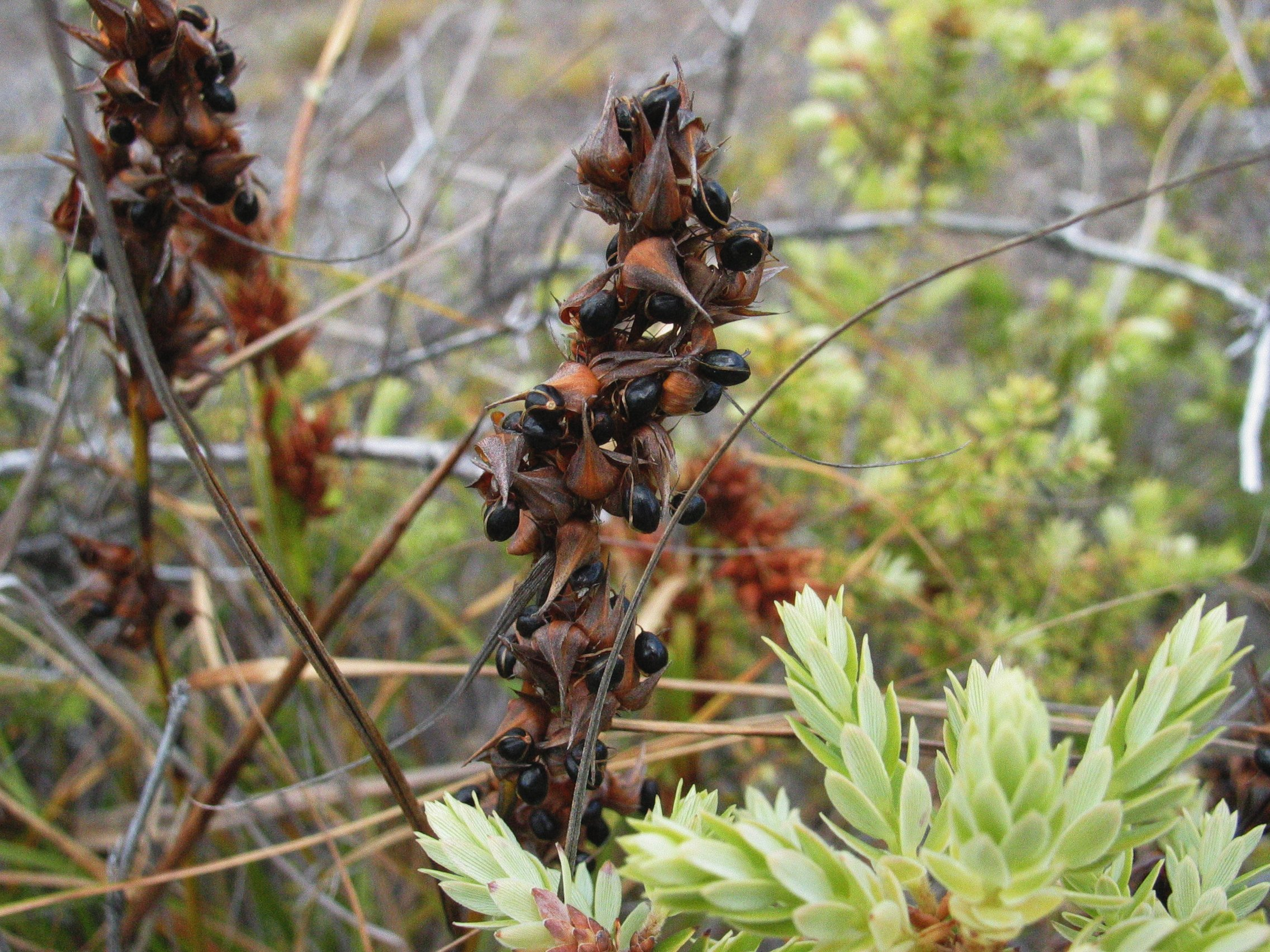